# Asellia
Asellia é um gênero de morcegos da família Hipposideridae.

## Espécies
- Asellia patrizii DeBeaux, 1931
- Asellia tridens (É. Geoffroy, 1813)